# Nutella
Nutella (укр. Нутелла) — це горіхова паста з какао, що продається більше ніж у 100 країнах світу.

## Історія
Nutella — була вперше створена у 1940 році італійцем П'єтро Ферреро, її творцем, а також засновником італійської компанії Ferrero. В той час какао було дефіцитом через Другу світову війну тому, відповідно виробництво шоколадного крему було обмежене.
П'єтро Ферреро належить пивна в Альбе, в районі П'ємонт, ця область славиться виробництвом горіхів. Джандуя — тип шоколаду, що містить близько 50 % мигдалю та пасти з фундуку, яка була розроблена в П'ємонті після впровадження надмірних податків на какао-боби. У 1952 році П'єтро Ферреро вперше почав продавати горіхову пасту з какао під назвою «Supercrema Ferrero» (укр. Супер крем).
У 1963 році Мікеле Ферреро, син П'єтро Ферреро, перейменував «Supercrema Ferrero» у «Nutella» (від англійського слова nut — горіх, ella — закінчення жіночого італійського імені). Логотип новоствореної марки був зареєстрований наприкінці того ж року, і залишається незмінним до сьогодні.
Перша партія Nutella була виготовлена на фабриці Ферреро у Альбі 20 квітня 1964 року. Нова паста мала миттєвий успіх. У наші дні Nutella теж широко популярна. За оцінками італійського виробництва, горіхова паста з какао Nutella в середньому виготовляється в обсязі 179000 тонн на рік.

## Характеристика

### Склад
Цукор, жир рослинний, лісові горіхи 13 %, молоко сухе знежирене 8,7 %, знежирений какао-порошок 7,4 %, емульгатор: лецитин, ароматизатор.

### Харчова цінність
Енергетична цінність (калорійність) на 100 г продукту: 2258 кДж / 539 ккал
Поживна (харчова) цінність на 100 г продукту: білки 6,3 г, вуглеводи 57,5 г, жири 30,9 г.

## Застосування

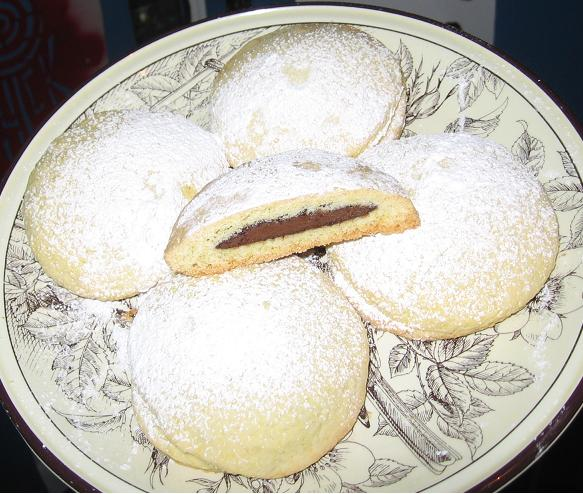
Печиво з Нутеллою

Горіхову пасту з какао Nutella використовують, як намазку для тостів, млинців, вафель, а також, як начинку для мафінів і круасанів. Разом зі збитими вершками Nutella також використовується для приготування тортів і тістечок.

## Упаковка
З 1946 по 1951 рік Nutella випускалася у вигляді батончиків, загорнутих у фольгу, під назвою Gianduja.
З 1951 по 1964 рік Nutella випускається в скляних баночках під назвою Supercrema Ferrero.
І в 1964 році отримує свою теперішню назву Nutella і логотип, який ми бачимо на баночці донині.

Логотип Nutella

## Цікаві факти
- Nutella — один із перших продуктів міжнародної компанії Ferrero [Архівовано 19 лютого 2019 у Wayback Machine.].
- У всьому світі 5 лютого святкують Всесвітній День Nutella [Архівовано 12 лютого 2019 у Wayback Machine.], починаючи з 2007 року.
- У Франції розпродажі шоколадної пасти Nutella наприкінці січня 2018 р призвели до бійок між покупцями[1].
- 31 травня 2017 року компанія Ferrero відкрила свій перший ресторан у Чикаго — Кав'ярню Nutella [Архівовано 16 серпня 2019 у Wayback Machine.][2].
- У 2018 році бренд Nutella виступив одним із спонсорів Кінофестивалю Трайбека (Tribeca Film Festival).
- Якщо поставити Nutella в холодильник, то вона затвердіє, і відповідно не можна буде намастити пасту на хліб.

## Рекомендована література
- Wright L. T., Cova B., Pace S. Brand community of convenience products: new forms of customer empowerment–the case “my Nutella The Community” //European journal of marketing. – 2006.
- Cova B., D'Antone S. Brand iconicity vs. anti‐consumption well‐being concerns: The Nutella palm oil conflict //Journal of Consumer Affairs. – 2016. – Т. 50. – №. 1. – С. 166-192.